# 马来西亚学术资格鉴定机构
马来西亚学术资格鉴定机构（英語：Malaysian Qualifications Agency）是根据马来西亚2007年的马来西亚资格法（Malaysian Qualifications Act）设立的马来西亚法定机构。用于认证提供大专及高等教育的教育机构的课程和促成学历的认证。

## 作用
马来西亚学术资格鉴定机构的主要作用是使用马来西亚学术资格框架作为高等教育质量保证的基础以及国家学术资格的参照标准。具体来说学术资格鉴定机构的功能是：
- 作为马来西亚学术资格的参考标准
- 为资格颁发者合作参与制定相关标准、学分以及所有其他作为国家参考的相关办法
- 确保高等教育机构和教育计划的质量
- 认证符合设定标准的课程
- 促进学术资格认证
- 维持马来西亚学术资格注册（Malaysian Qualifications Register）

马来西亚学术资格鉴定机构还协助评估外国的学术资格并评估其他国家的中学和大学与马来西亚学校学术资格的同等性。

## 不受管辖的学校
1996年的马来西亚教育法明确规定学术资格鉴定机构的管理范围，范围外的教学机构仅包括宗教以及教育部长在政府公报上公布的非教育机构的教学机构。这使得部分宗教教学机构（例如神學院）不会受到学术资格鉴定机构的管理。